# Kuala Langat
Kuala Langat (Jawi: كوالا لاڠت) és un dels nou districtes a Selangor, Malàisia. El districte és fronterer amb Sepang, a l'est, i Kelang, al nord. Estret de Malaca es troba a l'oest del districte. El 2010 tenia 213.876. Es troba dividit en 7 mukims.

## Ubicació
Kuala Langat és molt estratègic perquè hi ha una bona infraestructura viària i està ben connectat amb les principals ciutats, tals com Kuala Lumpur, Shah Alam, Kelang, Cyberjaya, Putrajaya i l'Aeroport Internacional de Kuala Lumpur.